# Klepp
Gmina Klepp (norw. Klepp kommune) – norweska gmina leżąca w regionie Rogaland. Jej siedzibą jest miasto Kleppe.
Klepp jest 377. norweską gminą pod względem powierzchni.

## Demografia
Według danych z roku 2005 gminę zamieszkuje 14 536 osób, gęstość zaludnienia wynosi 126,32 os./km². Pod względem zaludnienia Klepp zajmuje 67. miejsce wśród norweskich gmin.
| ludność stan na 1 stycznia 2005 |         |           |        |
|                                 | kobiety | mężczyźni | razem  |
| osób                            | 7429    | 7107      | 14 536 |
| %                               | 51,11%  | 48,89%    | 100%   |

| wykształcenie stan na 1 października 2004 |        |         |        |        |
|                                           | podst. | średnie | wyższe | niezn. |
| osób                                      | 1972   | 6712    | 1689   | 223    |
| %                                         | 18,61% | 63,34%  | 15,94% | 2,1%   |

## Edukacja
Według danych z 1 października 2004:
- liczba szkół podstawowych (norw. grunnskolar): 10
- liczba uczniów szkół podstawowych: 2545

## Władze gminy
Według danych na rok 2011 administratorem gminy (norw. rådmann) jest Svein Tore Åtland, natomiast burmistrzem (norw. ordfører, d. borgermester) jest Elfin Lea.